# Mola (jezero)
Jezero Mola (tudi Molja in Mola jezero) je umetno jezero na potoku Molja v bližini brkinskih naselij Harije in Soze pri Ilirski Bistrici. Jezero je nastalo  leta 1979 z zajezitvijo potoka, ob kateri je bilo potopljenih nekaj hiš vključno z mlinom. Na severno stran odteka več manjših potokov, ki se nadaljujejo v dolino potoka Klivnik, na katerem je ojezitev vode Klivniškega jezera. Prvobitna namembnost jezera Mola je uravnavanje vodostaja reke Reke v sušnih mesecih (kamor se potok Molja izteka), pa tudi visokovodna zaščita. Jezero služi še kot ribji rezervat, bogato je s ščukami, krapi in postrvmi. Jezero je precej veliko in ima zelo razgibano obrežje, saj meri obseg okrog 10 km. Vodna gladina jezera precej niha, tudi do 5 m, zato so brežine strme in malo oz. skoraj nič porasle. Le plitvejše severovzhodne predele jezera porašča trsje.